# Iglesia del Santísimo Sacramento (Santiago de Chile)

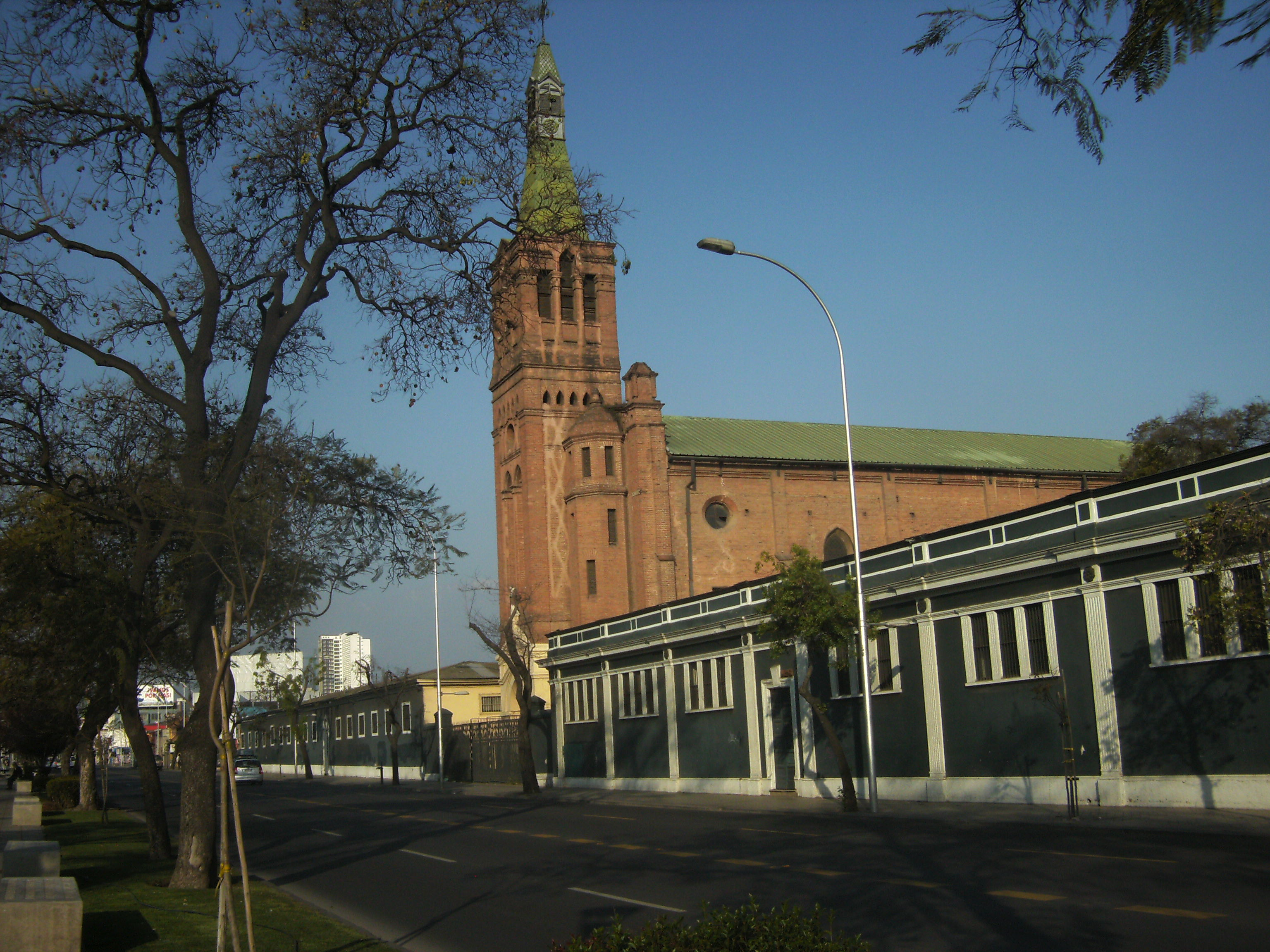
Vista de la iglesia hacia el oriente.

La Iglesia del Santísimo Sacramento es un templo católico ubicado en la Avenida Manuel Antonio Matta, en el centro de la ciudad de Santiago, Chile. Inaugurada en el año 1896, y perteneciente a Gendarmería de Chile, la iglesia fue declarada Monumento Nacional de Chile, en la categoría de Monumento Histórico, mediante el Decreto Supremo n.º 132, del 3 de abril de 1986.

## Historia
En relación con las obras llevadas a cabo por el intendente Benjamín Vicuña Mackenna de la apertura del Camino de Cintura oriente, posteriormente Avenida Vicuña Mackenna, y el Camino de Cintura sur, posteriormente Avenida Matta, el propietario de la Chacra El Carmen, Pedro Fernández Concha, donó 2 hectáreas de su terreno para la construcción del monasterio de las Hermanas del Buen Pastor, quienes se trasladaron al costado sur de Avenida Matta.
La iglesia se inauguró en 1896 según los planos del arquitecto francés Emilio Doyére. El terremoto de 1985 dejó serios daños al templo, cuya reconstrucción se realizó en 1996, mejorando la estructura interna y la torre.

## Descripción
De estilo neogótico la iglesia destaca por su torre ubicada sobre el eje de la nave y el nártex. La torre presenta dos ventanas ojivales que refuerzan su verticalidad. Una torre de menor tamaño de forma octogonal se ubica a cada lado de la torre central de mayor tamaño.
La estructura de la nave central es de ladrillos, mientras que la torre y el techo son de madera de roble. La cubierta es de fierro galvanizado y el pavimento es de baldosas.